# Aissa Mama Kane
Soxna Aïcha Mama Kane é uma enfermeira e política senegalesa e foi membro da Assembleia Nacional eleita em março de 2007.

## Biografia
Em 28 de fevereiro de 1980, ela casou-se com Béthio Thioune, que conheceu em 1974 em Kaolack, onde foi enfermeira e administradora civil antes de se tornar a líder espiritual dos thiantacounes.
Como o seu marido não pôde concorrer, ela foi candidata na lista da coligação Sopi de 2007, apoiando Abdoulaye Wade nas eleições legislativas senegalesas de 2007. Ela foi eleita membro da Assembleia Nacional por 5 anos. Ela então desistiu da sua profissão, exercida numa clínica municipal em Dakar e numa clínica em Medina.